# Le Cœur fantôme
Le Cœur fantôme è un film del 1996 diretto da Philippe Garrel.